# 青冈县互利营林站
青冈县互利营林站又称三林场是中国黑龙江省绥化市青冈县的一个林业机构。所在区域列为青冈县的一个类似乡级单位。三林场位于青冈靖河国家湿地公园东面。
2020年时，青冈县林场、青冈县互利营林站管辖的区域是青冈县重点森林火险区。

## 行政区划
青冈县互利营林站下辖以下地区：
青冈县互利营林站虚拟村。